# لرد فارکواد
فورت کورتوارت (انگلیسی: Lord Farquaad) نام شخصیت هماورد پویانمایی شرک ۱ می‌باشد. وی حاکم سرزمین دولاک است. همچنین در پویانمایی شرک: روح لرد فارکواد نیز حضور داشت. صداپیشگی این شخصیت بر عهده جان لیسگو بود.

## دوران سلطنت
در دوران سلطنت لرد فارکواد تمامی موجودات افسانه‌ای به باتلاق شرک تبعید شدند. همچنین کسانی که موجودات افسانهای را به حکومت تحویل می‌دادند نیز جایزه می‌گرفتند. در این بین فارکواد برای پیدا کردن آینه جادویی، بعضی از شخصیت‌های مهم افسانه ای از جمله پینوکیو و مرد شیرینی‌زنجفیلی را شکنجه می‌داد. پس از اینکه آینه جادویی پیدا می‌شود لرد فارکواد از او می‌خواهد که به او بگوید که «بهترین پادشاهی را دارد» اما آینه به او می‌گوید که هنوز پادشاه کاملی نیست و نیاز به همسر دارد. از همین رو وی از بین سه پرنسس (سیندرلا، سفید برفی و فیونا) فیونا را به عنوان همسر آینده خود انتخاب کرد. وی برای آزادسازی فیونا از دست اژدها، شرک را مسئول می‌کند و به او قول می‌دهد که باتلاقش را از شر موجودات افسانه‌ای نجات می‌دهد.